# Parafia Matki Bożej Niepokalanej w Harmężach
Parafia pod wezwaniem Matki Bożej Niepokalanej w Harmężach – parafia rzymskokatolicka znajdująca się w Harmężach. Należy do dekanatu Oświęcim diecezji bielsko-żywieckiej. Została erygowana 20 października 1990 r. przez ks. kard. Franciszka Macharskiego, który powierzył ją na stałe Zakonowi Franciszkanów Konwentualnych. Kościół parafialny wraz klasztorem oo. Franciszkanów Konwentualnych i domem rekolekcyjnym Misjonarek Niepokalanej Ojca Kolbego tworzy międzynarodowe Centrum św. Maksymiliana. W podziemiach kościoła znajduje się stała ekspozycja „Klisze Pamięci]” byłego więźnia KL Auschwitz – Mariana Kołodzieja. Sam twórca ekspozycji po śmierci spoczął w krypcie w podziemiach kościoła.

## Historia
Harmęże do 1983 roku administracyjnie należały do parafii Wniebowzięcia NMP w Oświęcimiu, podobnie jak Brzezinka, Pławy, Babice, Broszkowice, Rajsko, Dwory. Przez krótki czas Harmęże należały także do parafii w Rajsku. Miejscowość Harmęże pojawia się w księdze Liber beneficiorum Jana Długosza – kronikarza polskiego; jako wieś, która wpłacała dziesięcinę kościelną do parafii w Oświęcimiu w latach 1415–1480.
Dekretem z dnia 25 marca 1951 roku kardynał Adam Stefan Sapieha, metropolita krakowski, powołał do istnienia ekspozyturę w Rajsku. Wraz z Harmężami w jej granicach znalazły się takie miejscowości jak: Rajsko, Skidzin, Wilczkowice. Ekspozyt w Rajsku – według dekretu, był zupełnie niezależny od kościoła prepozytalnego i parafialnego w Oświęcimiu. Ksiądz, który pełnił funkcję ekspozyta, miał prawa i obowiązki proboszcza. Ekspozytura, to kościół filialny, czyli kościół administracyjnie podległy większej parafii. Macierzystym kościołem ekspozytury w Rajsku była parafia Wniebowzięcia NMP w Oświęcimiu. Ks. Franciszek Gryga był pierwszym administratorem ekspozytury w Rajsku. 1 maja 1951 roku przejął od parafii w Oświęcimiu księgi metrykalne dla wsi Rajsko, Skidziń, Wilczkowice i Harmęże. Od tego dnia ekspozytura w Rajsku zaczęła funkcjonować samodzielnie. Zaledwie tydzień później, w niedzielę 7 maja 1951 roku o godz. 18.30 na nabożeństwie majowym w Harmężach, ks. Franciszek Gryga ogłosił parafianom, że ks. biskup Stanisław Rospond, dekretem z dniem 12 czerwca 1951 roku z powrotem odłączył Harmęże od parafii w Rajsku i przyłączył je do parafii Wniebowzięcia NMP w Oświęcimiu. Kolejną zmianą w administracji parafialnej było erygowanie w Brzezince parafii pod wezwaniem Matki Bożej Królowej Polski 8 grudnia 1983, przez kard. Franciszka Macharskiego W jej granicach znalazła się Brzezinka, Pławy i Harmęże.
W 1988 roku na ziemię oświęcimską przybyli Franciszkanie Konwentualni z zamiarem założenia Centrum św. Maksymiliana – ośrodka pamięci i modlitwy. Dogodne miejsce znaleźli w Harmężach, zakupili ziemię pod przyszły kościół i rozpoczęli starania o utworzenie tutaj parafii. Początkowo mieszkali w parafii Matki Bożej Królowej Polski w Brzezince. Był to: o. Władysław Niemiec i o. Stanisław Glista. Dekretem dnia 6 października 1989 roku kard. Franciszek Macharski mianował o. Stanisława Sikorę wikariuszem w parafii w Brzezince z poleceniem zamieszkania w Harmężach. Od tamtej pory oficjalnie zaczyna się pobyt Franciszkanów Harmężach.
20 października 1990 roku ks. kard. Franciszek Macharski erygował w Harmężach parafię pod wezwaniem Matki Bożej Niepokalanej i na stałe oddał ją pod opiekę Franciszkanom (OFMConv) z krakowskiej Prowincji św. Antoniego i bł. Jakuba Strzemię. Proboszczem nowo powstałej parafii został mianowany o. Stanisław Sikora. 26 sierpnia 1990 roku został poświęcony krzyż i plac pod budowę świątyni przez ówczesnego prowincjała o. Zdzisława Gogolę. Dzięki pomocy całego Zakonu i parafian prace przy budowie kościoła postępowały bardzo szybko. 28 maja 1993 r. w 53 rocznicę osadzenie św. Maksymiliana w KL Auschwitz bp Tadeusz Rakoczy – ordynariusz diecezji bielsko – poświęcił nowo wybudowaną świątynię.
W ołtarzu głównym znajduje się obraz Matki Bożej, sprowadzony ze Lwowa, przed którym ￼w czasie gimnazjum modlił się Maksymilian Maria Kolbe.
To przed tym obrazem Kolbe przyrzekł walczyć dla Maryi.
Warto wspomnieć, że ojciec Maksymilian Kolbe w swoim klasztorze w Niepokalanowie przyjął 3 tysiące osób wysiedlonych przez Niemieckich okupantów z Poznańskiego, w tym około 1500 Żydów.
Od tamtej pory w Harmęskiej parafii ze względu na możliwość przyjęcia dużej liczby pielgrzymów, odbywały się różnego rodzaju wydarzenie zakonne, kościelne oraz państwowe. W sierpniu 2004 roku odbył się Międzynarodowy Kongres Wychowawców i Generalna Kapituła Braterska Zakonu Franciszkanów Konwentualnych, na który przybył cały Zarząd Zakonu Franciszkanów z Generałem Zakonu O. Joachimem Giermkiem, Prowincjałowie, Kustosze, Rektorzy seminariów, odpowiedzialni za formację w Zakonie z całego świata. Tego typu spotkanie po raz pierwszy w historii Zakonu odbyło się w Polsce. Natomiast w styczniu 2005 r. Harmęże były jednym z kilku miejsc oficjalnych obchodów 60 rocznicy wyzwolenia KL Auschwitz – Birkenau i miasta Oświęcimia. W kościele odbyło się Nabożeństwo Ekumeniczne w intencji pomordowanych w KL Auschwitz – Birkenau, z udziałem przedstawicieli różnych religii, Związku Miast Polskich i gości z zagranicy.

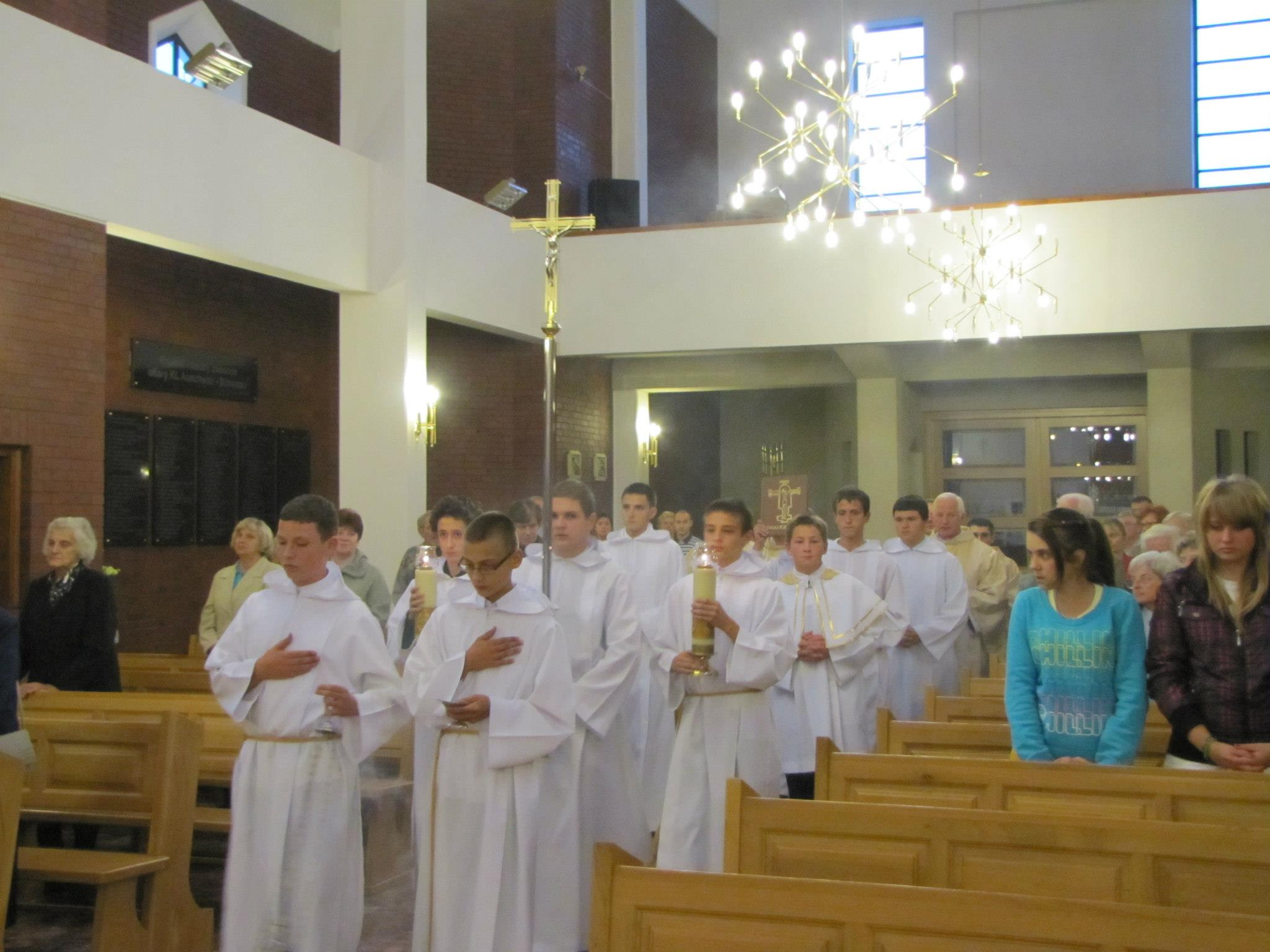
Uroczystość św. Franciszka

## Uroczystości w parafii
- 8 I – rocznica urodzin św. Maksymiliana – święto patronalne szkoły
- 28 V – rocznica przybycia św. Maksymiliana do KL Auschwitz
- 14 VIII – rocznica śmierci św. Maksymiliana – Transitus, piesza pielgrzymka do KL Auschwitz i Msza św. przy Bloku Śmierci
- 3 X – wigilia uroczystości św. Franciszka – wieczorne nabożeństwo Transitus
- 4 X – uroczystość św. Franciszka z Asyżu – założyciela Zakonu – odpust franciszkański
- II niedziela października – rocznica kanonizacji św. Maksymiliana i założenia MI
- 8 XII – uroczystość Niepokalanego Poczęcia NMP – odpust parafialny[9]

## Proboszczowie
- 1990–1992: o. Stanisław Sikora OFMConv
- 1992–2000: o. Florian Szczęch OFMConv
- 2000–2002: o. Józef Pieniążek OFMConv
- 2002–2012: o. Stanisław Czerwonka OFMConv
- 2012–2020: o. Piotr Cuber OFMConv
- 2020–2021: o. Krzysztof Janas OFMConv[10]
- 2021–2024: o. Kazimierz Malinowski OFMConv[11]
- od 2024: o. Arkadiusz Bąk OFMConv

## Zasięg parafii
Do parafii należą wierni z miejscowości Harmęże (ulice: Bieleckiego, Borowskiego, Borska, Browarna, Franciszkańska, Gen. Andersa, Gen. Maczka, Gen. Sosnkowskiego, Morawina, Pod Kopcem, Polaka, Por. Króla, Stary Trakt, Szumca, Świętokrzyska, Wolska, Wschodnia, Zaciszna, Zadworska i Zakole.

## Kapłani pochodzący z parafii
- o. Piotr Bielenin OFMConv.
- o. Stanisław Rochowiak OFMConv.
- o. Bartłomiej Rochowiak OFMConv

## Galeria

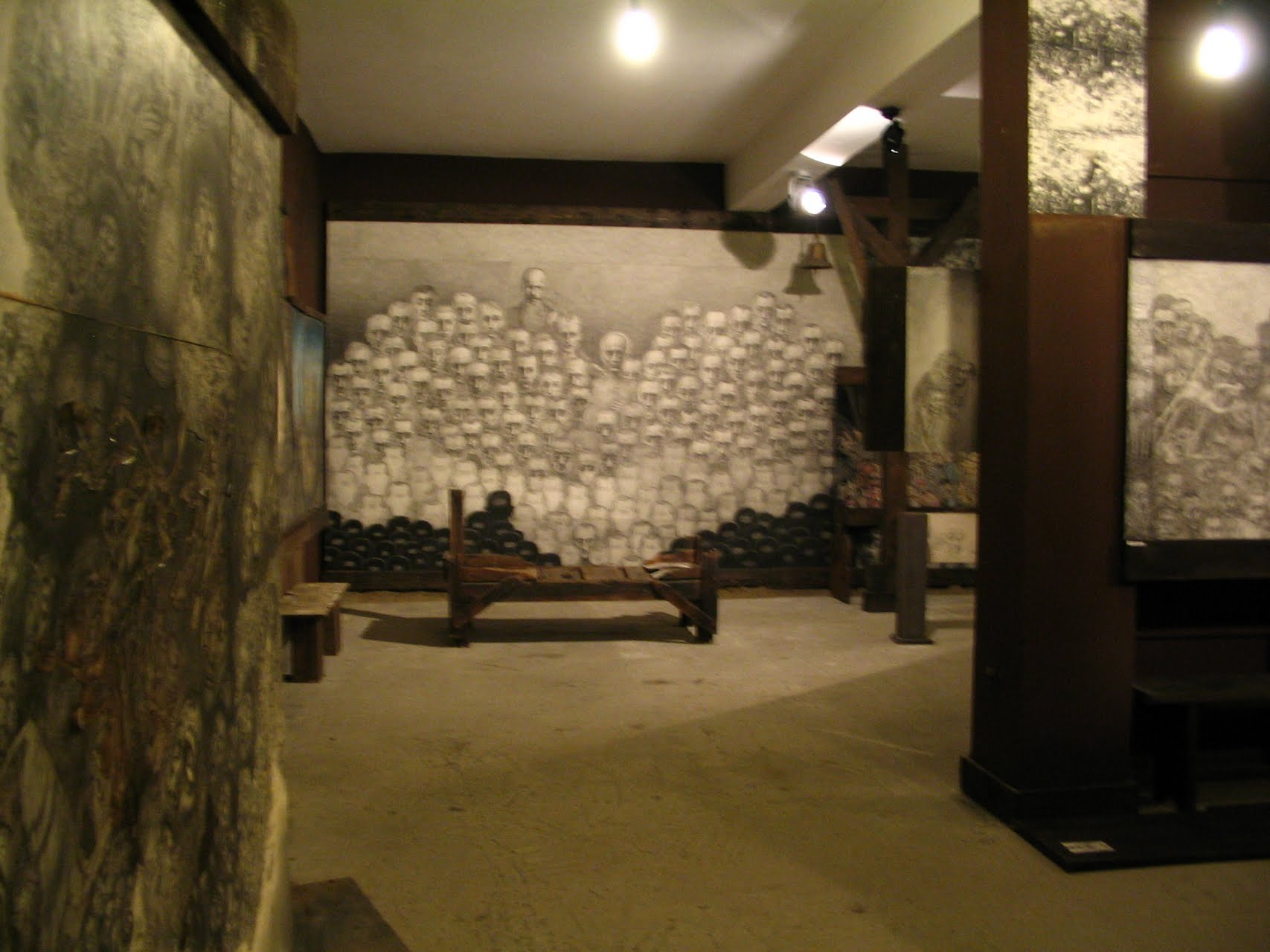
Ekspozycja "Klisze Pamięci"
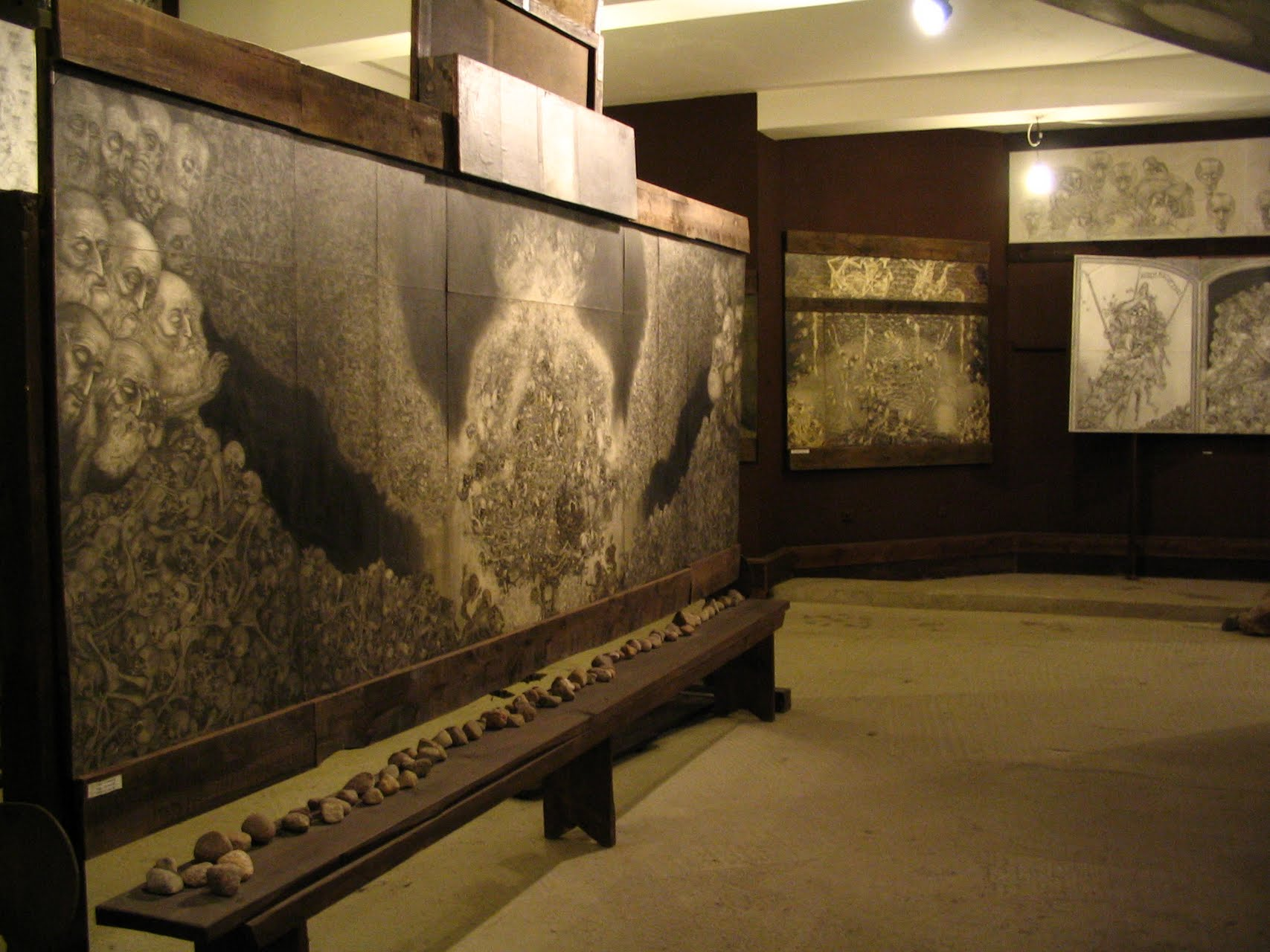
Ekspozycja "Klisze Pamięci"
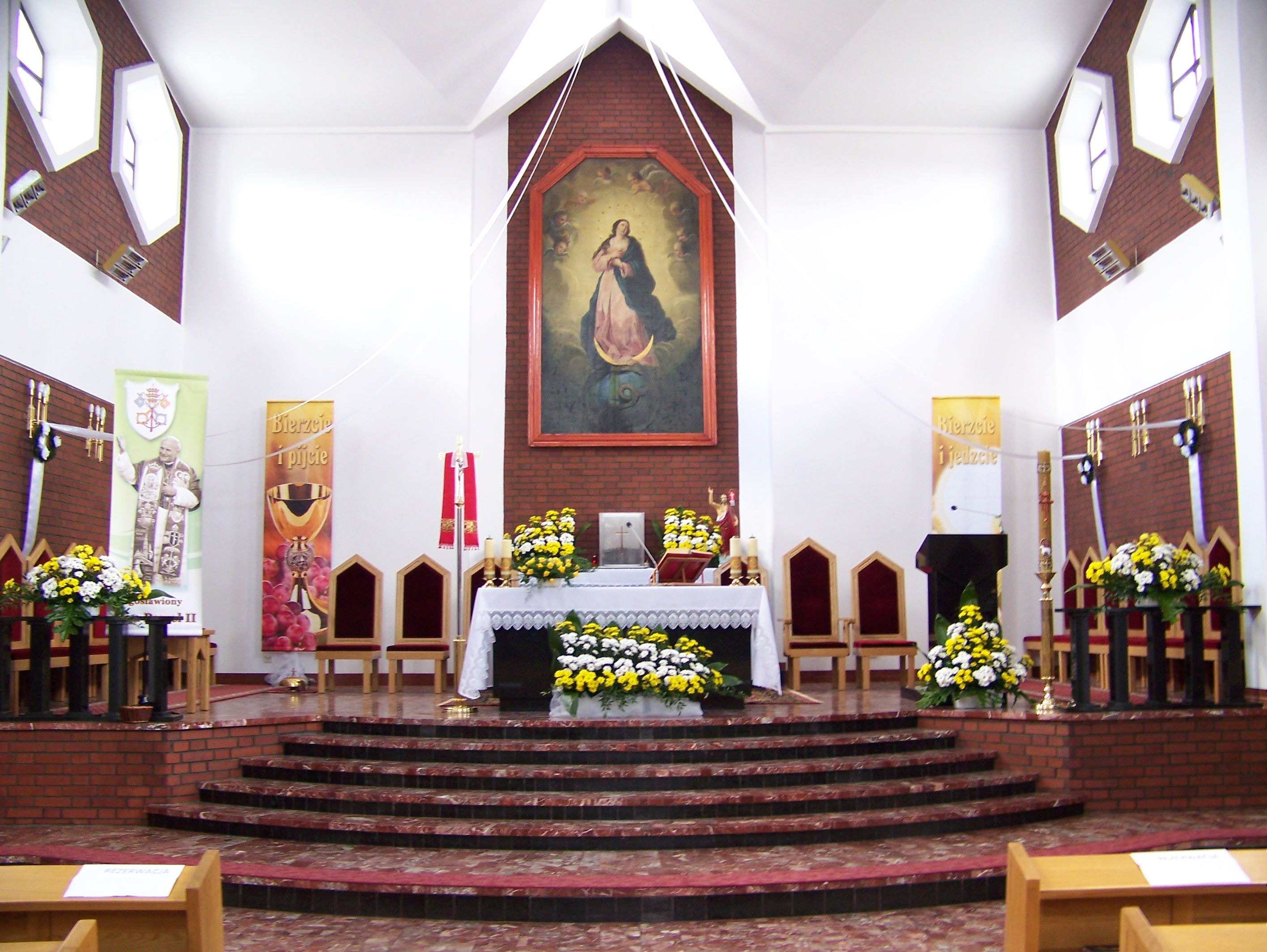
Ołtarz główny
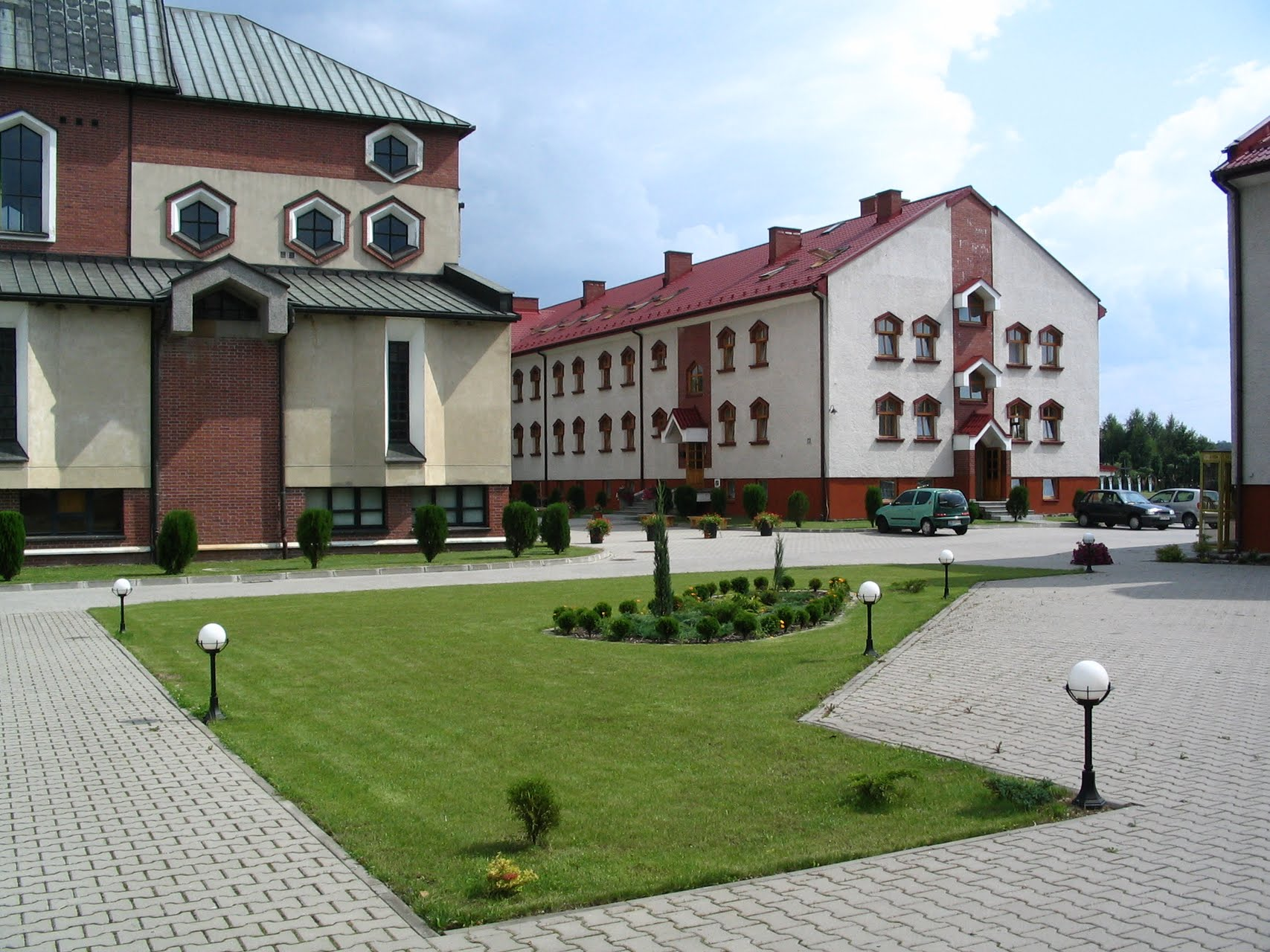
Klasztor oo. Franciszkanów
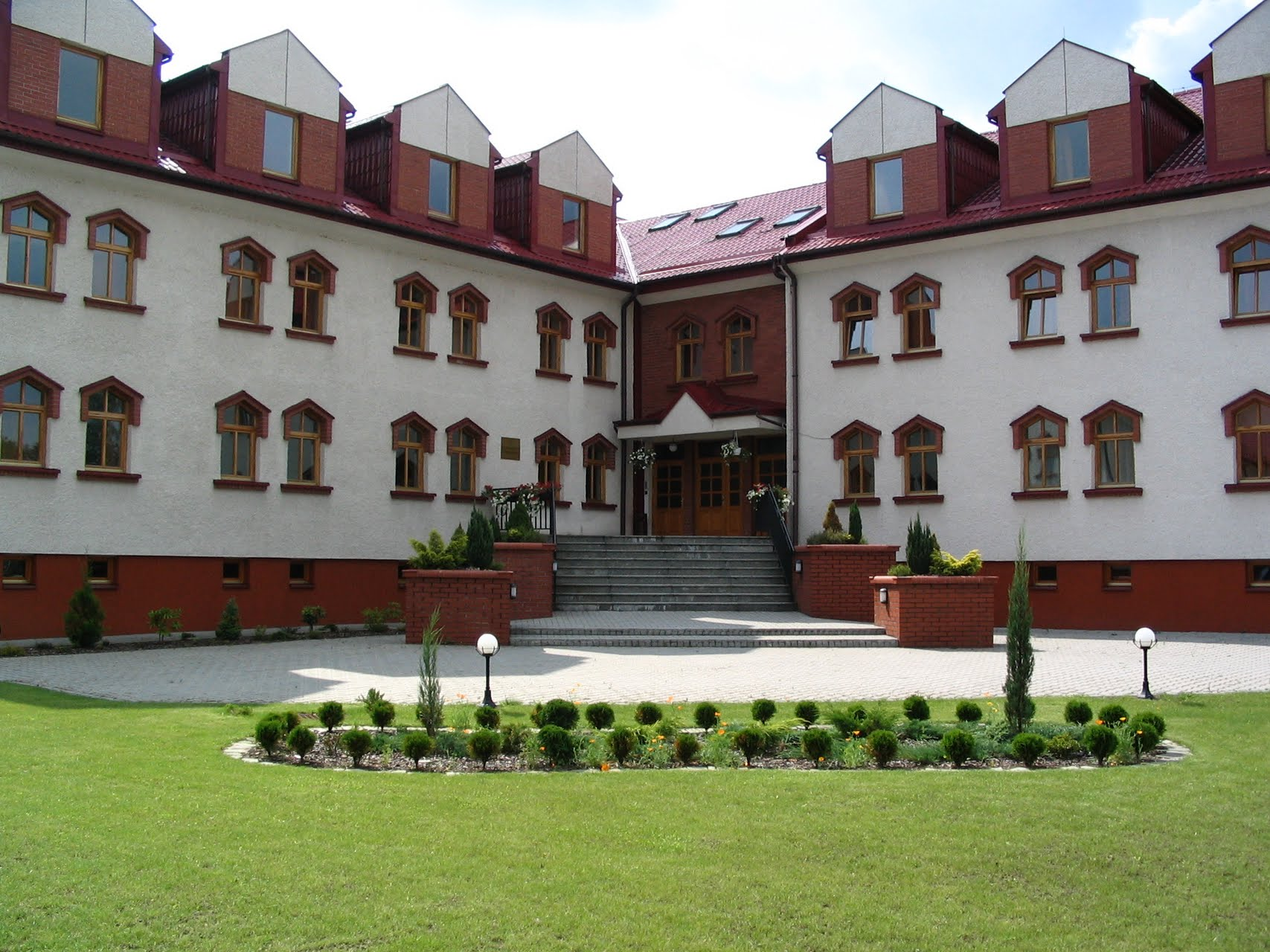
Dom rekolekcyjny Misjonarek Niepokalanej Ojca Kolbego
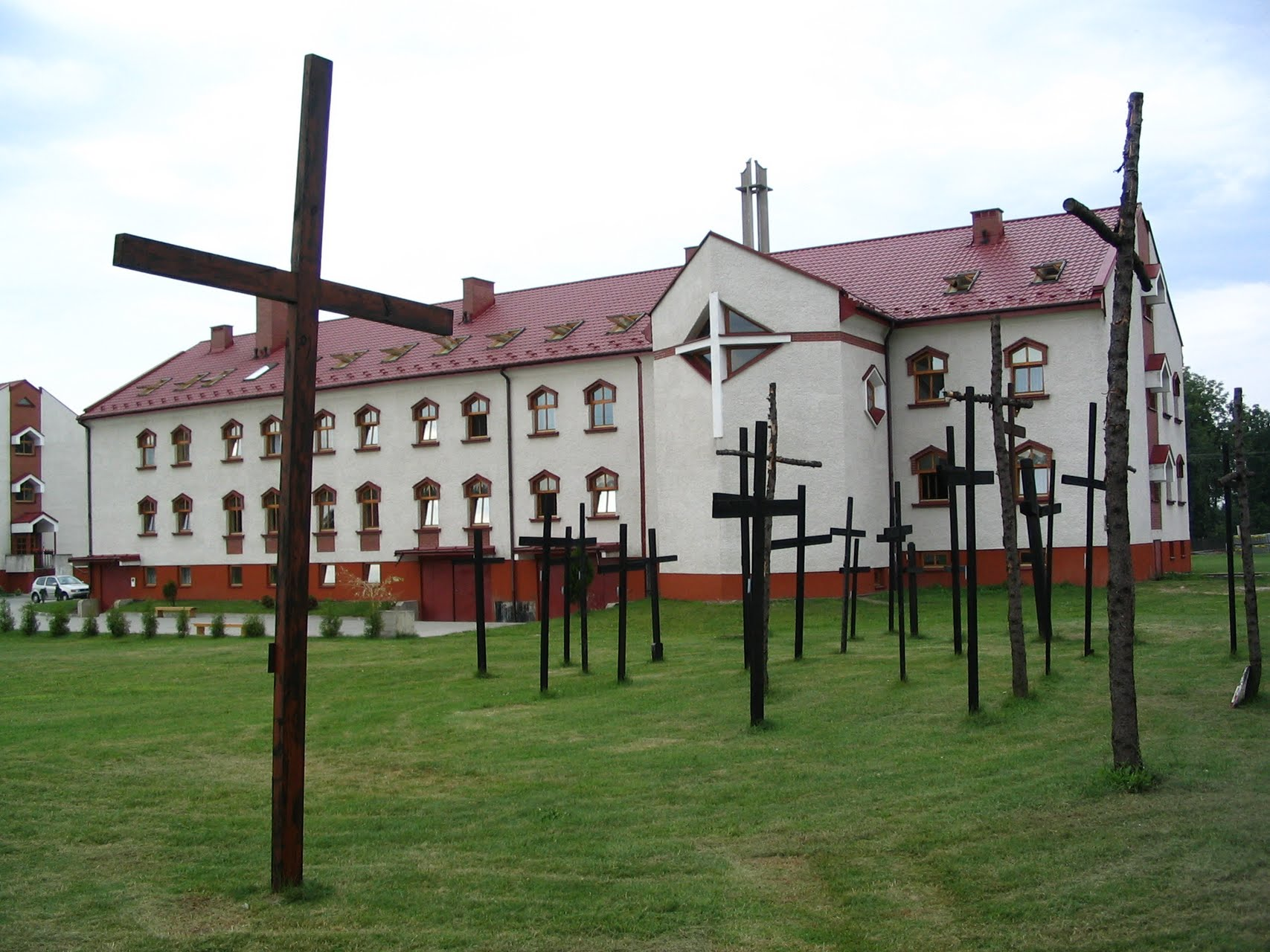
Klasztor oo. Franciszkanów i krzyże ze Żwirowiska
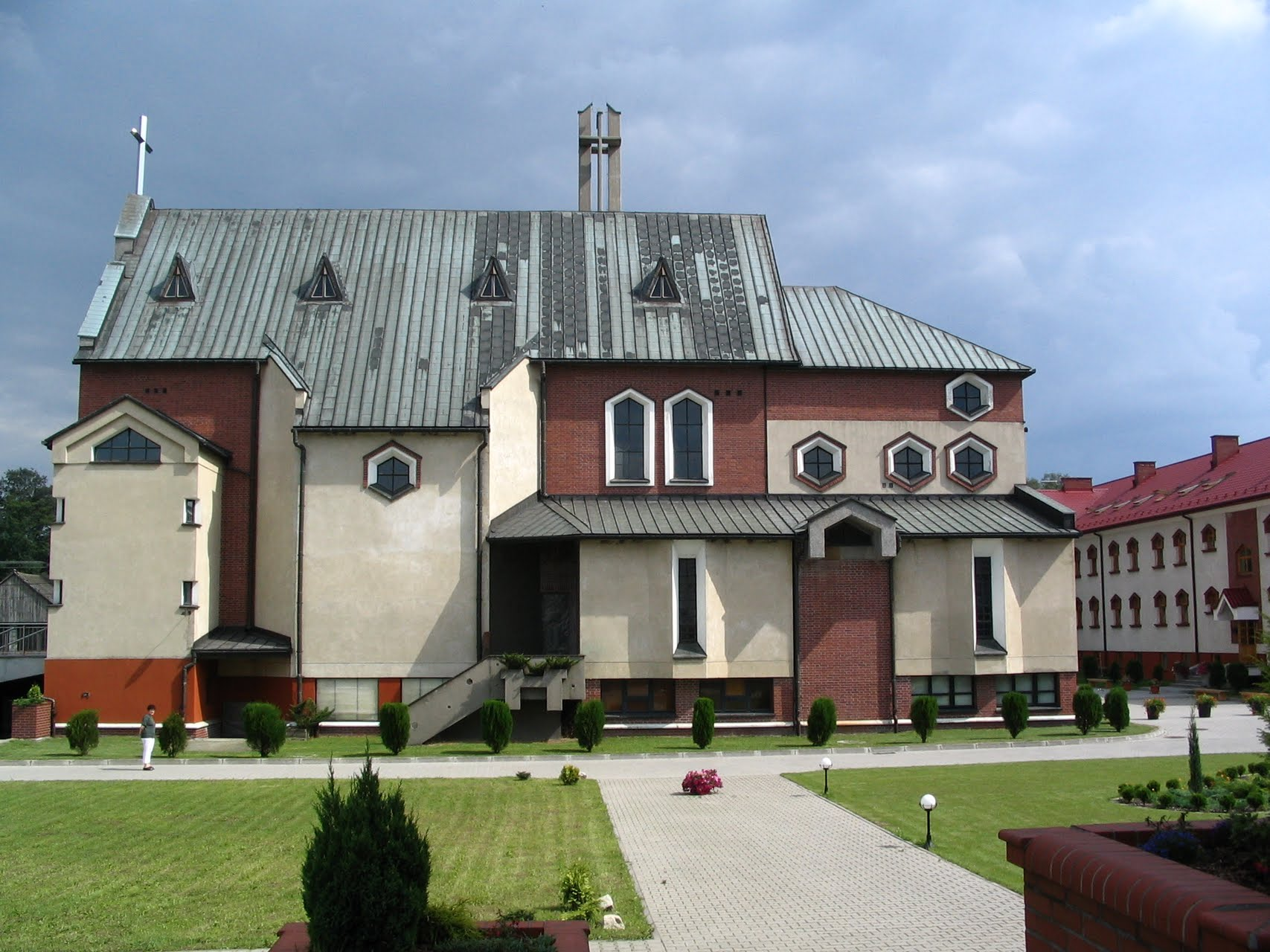
Kościół parafialny